# Batalla del Río de la Plata

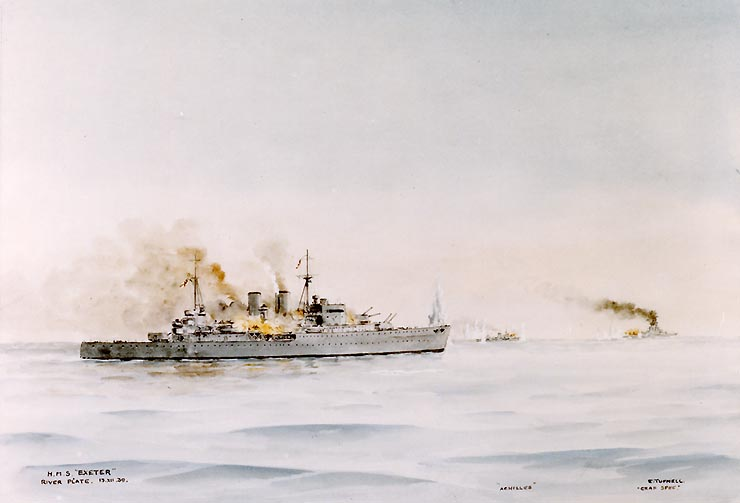
Pintura de Edward Tufnell que representa al HMS Exeter durante la batalla del Río de la Plata

La Batalla del Río de la Plata fue la primera batalla naval entre buques británicos y alemanes durante la Segunda Guerra Mundial. Además, fue el único episodio de la guerra desarrollado en América del Sur, en aguas uruguayas. Participaron el crucero pesado Admiral Graf Spee, los cruceros ligeros HMS Ajax y HMNZS Achilles y el crucero pesado HMS Exeter.

## Postura uruguaya ante la geopolítica mundial

«Lo deplorable es que se quiera asociar a las patrias americanas y latinas a la gran farsa politiquera de los plutócratas neoyorquinos, que a río revuelto aprovechan para pescar»
Luis Alberto de Herrera, publicación en "El Debate", 2 de julio de 1942..

El 23 de noviembre de 1933 se firmó un tratado económico con la Alemania Nacional Socialista, ratificado en el 3 de mayo de 1934, con presencia diplomática del Ministro de Hacienda César Charlone en el Congreso de Núremberg del Partido Nacionalsocialista Obrero Alemán, quien fue uno de los 4 Ministros uruguayos condecorados personalmente por Adolf Hitler. Los tratados germano-uruguayos fueron extendidos en 1937 y 1941 para la colaboración de las empresas Krupp y Siemens AG con el monopolio estatal uruguayo U.T.E. (Administración Nacional de las Usinas Eléctricas y Teléfonos del Estado) que actualmente controla la producción y distribución eléctrica nacional, también administró la telefonía y la minería.

Telegrama enviado por Adolf Hitler a Uruguay ante el inicio de lo que en ese tiempo fue la obra más grande del continente americano, realizada mediante trueques entre Uruguay y Alemania: dicha construcción fue condecorada en 2011 como hito en la historia de la ingeniería mundial y proporcionó autonomía energética a toda la República Oriental del Uruguay.

Primer motor eléctrico diseñado y fabricado por un país en el hemisferio sur, diseñado por científicos uruguayos.

Vehículo de hidrógeno presentado al Dr. Gabriel Terra por su íntimo amigo el Ingeniero Adolf Ludín (pieza clave del Proyecto Atómico del Tercer Reich), tras el boicot de la Shell plc, Texaco y Standard Oil a Uruguay, debido a la creación de A.N.C.A.P.(Administración Nacional de Combustibles Alcohol y Portland).

Si bien el inicio de la Segunda Guerra Mundial supuso un duro golpe para las relaciones económicas de ambos países, en el período 1934-1938 el Reich Alemán se convirtió en el segundo socio-comercial más importante de Uruguay, ocupando el segundo lugar tanto en importaciones como exportaciones, para 1940 las importaciones de Alemania representaban casi el 60% y los negocios más relevantes fueron las áreas de producción metalúrgica, de hidrógeno y generación hidroeléctrica. El Deutsche Wacht alentó estos acercamientos porqué debido, entre otros factores, al régimen de Terra, Reino Unido desplazó al Uruguay, comprando productos a sus colonias, los alemanes consideraron que esto se debía a la posición capitalista y liberal inglesa; entonces era importante y natural por motivos ideológicos que “alemanes y uruguayos nos podamos entender”. 
El 25 de septiembre de 1935 se firmó con Benito Mussolini el "Protocolo Adiscional del Acuerdo Comercial Permanente del 28 de septiembre de 1935", el 3 de octubre de ese año, Uruguay envió 100 voluntarios a la invasión italiana de Etiopía. En 1935 rompió relaciones diplomáticas con la Unión Soviética y en 1936 fue uno de los primeros jefes de Estado en reconocer y pactar tratados económicos con el gobierno de Francisco Franco.

El 3 de octubre de 1935 partieron 100 soldados voluntarios del puerto de Montevideo para apoyar militarmente a Italia, siguiendo el espíritu de los protocolos italo-uruguayos del 25 de septiembre de ese año. Uruguay fue el único país de la Liga de Naciones que apoyó la "recuperación" de Etiopía y Abissynia por parte de Italia.

### Postura «neutral y antimperialista»
Ni en las filas rojas del comunismo, ni una estrella más en la bandera de ningún imperialismo
Luis Alberto de Herrera.

En Uruguay durante la Segunda Guerra Mundial, Estados Unidos presionó para poner bases militares y proyectarse sobre la Cuenca del Plata y desde ahí al Atlántico Sur, Gabriel Terra estaba en coma y el "sucesor" político Alfredo Baldomir, se mostró titubeante en tomar una posición, se reflejó como un liberal pragmático que finalmente se unió a los "batillistas netos", los liberales y comunistas, pero Luis Alberto de Herrera mano derecha de Terra en la "Revolución de Marzo" de 1933 (Golpe de Estado de 1933) aún siguió en actividad política y fue el principal actor en la lucha contra la influencia anglo-americana acciones que lo convirtieron en el principal blanco de la propaganda aliada en el país, logró evitar la creación de bases militares pero Edgar Hoover, jefe de la inteligencia americana, ya estaba planeando desde 1940 una invasión militar o un golpe de Estado en caso de que "nazi-fascistas" tomaran el poder en Uruguay, presiones geopolíticas y de inteligencia que desencadenaron durante el carnaval de 1942 el llamado "Golpe bueno".

Represión a senadores y diputados "Terristas" durante el golpe de Estado, Montevideo, Palacio Legislativo de Uruguay, 1942

Encarcelamiento domiciliario del Dr. Herrera para que no agite a la población en contra del discreto golpe de Estado en el carnaval de 1942

## Vínculos de Uruguay con el Tercer Reich
En el período 1934-1938 el Reich Alemán se convirtió en el segundo socio-comercial más importante de Uruguay, ocupando el segundo lugar tanto en importaciones como exportaciones, para 1940 las importaciones de Alemania representaban casi el 60% y los negocios más relevantes fueron las áreas de producción metalúrgica, de hidrógeno y generación hidroeléctrica. El Deutsche Wacht alentó estos acercamientos porqué debido, entre otros factores, al régimen de Terra, Reino Unido desplazó al Uruguay, comprando productos a sus colonias, los alemanes consideraron que esto se debía a la posición capitalista y liberal inglesa; entonces era importante y natural por motivos ideológicos que “alemanes y uruguayos nos podamos entender”. 
En 1937, el ministro de Hacienda y próximo Vicepresidente César Charlone intentó licitar con Rheinmetall y Škoda una inmensa compra de armamento entre blindados, aviones, artillería y equipamiento militar valorado en 500.000 Pesos Uruguayos (aproximadamente un millón de reichsmark), el Gobierno Alemán se mostraba reacio por problemas diplomáticos, temían que la venta de armas impulsara el anti-germanismo creciente en los gobiernos anglo-americanos, en 1938 se reanudaron las negociaciones y entre ese año y 1940 los alemanes intentaron concretar un envío de armas, el Imperio Británico incumplía un acuerdo internacional evitando la culminación de las obras de la Represa Hidroeléctrica Dr. Gabriel Terra, para 1940 solo faltaba la importación de los componentes electro-mecánicos. "Uruguay y Alemania realizaron todos los esfuerzos posibles para que la marina británica que custodiaba el Atlántico permitiera transportar la maquinaria pronta en las fábricas germanas y que el gobierno uruguayo ya había abonado en gran parte. El Ministro alemán había confiado a su colega estadounidense que '¡la intención del gobierno alemán era terminar la fabricación de toda la maquinaria!', agregando, que 'creía que el Gobierno Británico había asegurado al Uruguayo no intervenir en el envío la maquinaria desde Alemania' y no entendía la conducta de los ingleses porque cumplir con esos envíos suponía para para el gobierno alemán privarse de cantidades importantes de hierro, acero y cobre."
Hasta 1942 sin importar el episodio del Graf Spee y las presiones anglo-americanas, Uruguay continuó mandando delegaciones al Tercer Reich con el fin de comprar armamento, el Comando General del Ejército comunicó que estaba dispuesto a enviar armas a Uruguay ya sea por "razones políticas, asegurarse el abastecimiento de materias primas o combatir la influencia de los Estados Unidos" pero no existía stock suficiente.
El periodista ruso Serguéi Briliov vino a Uruguay en 2022 a filmar un documental después de que el Servicio Federal de Seguridad (inteligencia rusa) desclasificó documentos que relacionan a células terroristas soviéticas, entre las que se encontraban los asesinos de León Trotski, con el ataque a puertos, astilleros y naves de la Administración Nacional de Puertos (monopolio estatal uruguayo creado después de que Terra nacionalizó todos los puertos en 1933), la propaganda aliada culpó a Alemania de estas acciones pero en realidad su objetivo fue bloquear el suministro de alimentos a España que tenían como destino final Alemania, en 1937 Uruguay se convirtió en el principal exportador de carnes congeladas del mundo, con frigoríficos y marina mercante estatales, el suministro de estos alimentos fueron cruciales en ambas Guerras Mundiales, en 1935 con 2,5 millones de habitantes se producía anualmente alimento para 25 millones, con posibilidad de ser aumentado en 20 millones, el 15 de abril de 1937 Uruguay firmó con Alemania el envío de 13 000 toneladas de carne congelada, aproximadamente alimento para 56 millones de personas, o incluso más.

## El Graf Spee en el Atlántico Sur
La misión del Graf Spee era apostarse en el Atlántico Sur, para lo cual zarpó del puerto de Wilhelmshaven el 21 de agosto de 1939, once días antes de la apertura de las hostilidades. Durante la travesía fue acompañado por el transporte Altmark como buque nodriza que, en lugares previamente decididos en pleno mar, lo abastecía de combustible y provisiones.
El Graf Spee actuó como un verdadero corsario: cambió de nombre, de bandera y llegó a colocar una alta torre para confundirse con otra embarcación. El 28 de septiembre, el Graf Spee hundió un vapor en las cercanías de Pernambuco. En octubre, capturó cuatro barcos más en puntos del Atlántico Sur muy alejados entre sí, y en noviembre apareció en el Océano Índico. La acción del Graf Spee creó graves problemas al abastecimiento británico, por lo que fue intensamente buscado. Sin embargo, nunca se produjo una muerte: a cada uno de los buques víctimas les exigía no transmitir el ataque, acto seguido evacuaba a la tripulación y apresaba a los capitanes y oficiales.

## La batalla

Movimientos de los buques durante la Batalla.

En diciembre, tras un exitoso crucero de corso, Hans Langsdorff, capitán del DKM Admiral Graf Spee, decidió hacer una incursión en costas sudamericanas para luego retirarse de vuelta a Alemania. 
El día 7 hundió su última presa, el carguero SS Streonshalh quien radió la última posición del corsario, el almirantazgo británico ordenó al comodoro Henry Harwood dirigirse a esta posición geográfica, Harwood preveía que el corsario cambiaría de posición y estimó con notable acierto la próxima posición del buque de guerra alemán.
Langsdorff a sabiendas del mensaje radiado, fijó rumbo hacia la zona del estuario del Río de la Plata donde no esperaba fuerzas enemigas, sin embargo, al amanecer del día 13, se encontró con los buques británicos Ajax, Achilles y Exeter aguardándolo, bajo el mando del almirante Henry Harwood, frente a las costas de Punta del Este.
A las 05:30 de la mañana del 13 de diciembre de 1939 los vigías del Admiral Graf Spee vieron dos mástiles a estribor. Langsdorff supuso que se trataba de la escolta de un convoy que se mencionaba en los papeles del Tairoa. Sin embargo, a las 05:52 identificaron al crucero pesado británico Exeter, que navegaba acompañado de otros dos buques de menor tamaño, que en principio se identificaron como cruceros clase Leander. Estos eran el  Ajax y el Achilles menos artillados y blindados.
A las 06:08 los británicos avistaron al Admiral Graf Spee y el comodoro Henry Harwood separó a sus unidades para dividir el fuego de los seis poderosos cañones de 280 mm del corsario alemán. La intención era realizar una maniobra de abanico y pinzas.
Langsdorff realizó una contramarcha en dirección a la costa y al ver la maniobra enemiga aceptó y ordenó zafarrancho de combate para iniciar un combate naval de estilo tradicional. Langsdorff en cambio, ordenó concentrar el fuego de su armamento principal sobre el buque mejor artillado comenzando primero con el Exeter y luego con su armamento secundario dar cuenta uno a uno de los atacantes menos artillados.
El Admiral Graf Spee comenzó disparando su batería principal contra el Exeter y sus baterías secundarias contra el Ajax a las 06:17. Tres minutos después el Exeter respondió, seguido muy poco después por el Ajax y el Achilles. 
En los siguientes treinta minutos el Admiral Graf Spee consiguió hacer tres impactos directos al Exeter que deshabilitaron sus dos torretas principales delanteras, destruyeron su puente de mando y la catapulta para las aeronaves, además de provocar graves incendios. El Exeter estaba con dos tercios de su capacidad ofensiva fuera de combate en menos de media hora de duelo artillero. El Ajax y el Achilles entonces acortaron distancias para aliviar el fuego sobre el dañado Exeter.
Langsdorff pensó que los dos cruceros ligeros pretendían atacar con torpedos y decidió tender una cortina de humo para ocultar su nave. En ese instante, un tiro enemigo penetró la torre mástil  e hirió levemente con metralla a Langsdorff perdiendo el hilo del combate. Esta breve tregua permitió al Exeter retirarse de la acción, pues para entonces tan solo disparaba una de sus torretas de popa y contaba 61 muertos y 23 heridos en su tripulación.
Hacia las 07:00 el Exeter regresó al combate disparando desde sus cañones de popa. El Admiral Graf Spee concentró otra vez sus salvas en el crucero pesado enemigo y volvió a impactarle dejándolo en peores condiciones, obligándolo a una segunda retirada cuando ya escoraba a babor y con peligro de hundirse. 
A las 07:25 el buque alemán hizo blanco en el Ajax y averió sus cañones traseros. Tanto el HMNZS Achilles y el HMS Ajax cañonearon a independencia al enemigo, logrando algunos impactos. El HMNZS Achilles recibió una andanada de 280 mm que silenció las torres de popa del crucero, el alcance era de menos de 8000 m cuando le tocó el turno al HMS Ajax, que resultó gravemente dañado en sus torres de proa y 7 bajas.
En ese momento, inexplicablemente se paró el combate, el Admiral Graf Spee aumento su andar,  dio la vuelta y se retiró al estuario del Río de la Plata mientras que los dañados cruceros de Harwood permanecieron en el horizonte a prudente distancia pero con intención de seguirlo mientras esperaba se coordinaba algún refuerzo desde las islas Malvinas, donde estaba el crucero pesado Cumberland (en reparaciones).
Langsdorff sin saberlo tuvo en ese momento crucial el resultado del combate en sus manos y podía perfectamente haber rematado y aniquilado a su enemigo al completo uno a uno;  pero debido a los daños recibidos, la falta de carburante y con gran cantidad de bajas, perdió la consciencia situacional y prefirió dar la vuelta en dirección de la costa sudamericana dando por terminado el encuentro.
En el transcurso de la batalla el corsario germano había recibido unos setenta impactos estructurales que habían matado a 36 de sus tripulantes y herido a más de 60 germanos, entre ellos el propio Langsdorff, con heridas de metralla sufridas mientras dirigía su nave desde el puente de mando. La mayoría de impactos de proyectil solo causaron daños estructurales menores y desperfectos superficiales, pero la planta purificadora de combustible diésel, necesaria para el correcto funcionamiento de los motores, había resultado destruida. También quedó inservible la planta desalinizadora, lo que hacía muy complicado el largo viaje de regreso a Alemania. Un impacto en las cocinas a la proa también dificultaba la navegabilidad del buque en la mar picada del Atlántico. A todo esto se sumaba que el combate había mermado notablemente las reservas de munición de 280 mm.
Langsdorff decidió entrar al puerto de Montevideo con la intención de repostar combustible del cual estaba en estado crítico. Se pensó en ir a Buenos Aires; pero los bajos fondos y principalmente el limo suspendido del río de La Plata suponía una avería en los condensadores de la maquinaria de propulsión; por ello se optó por Montevideo a pesar de que era neutral técnicamente, era probritánico.

## El fin del Graf Spee

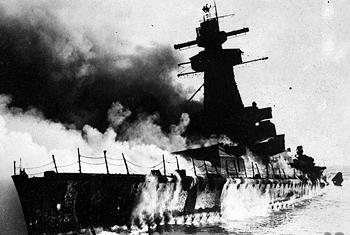
Hundimiento del Graf Spee.

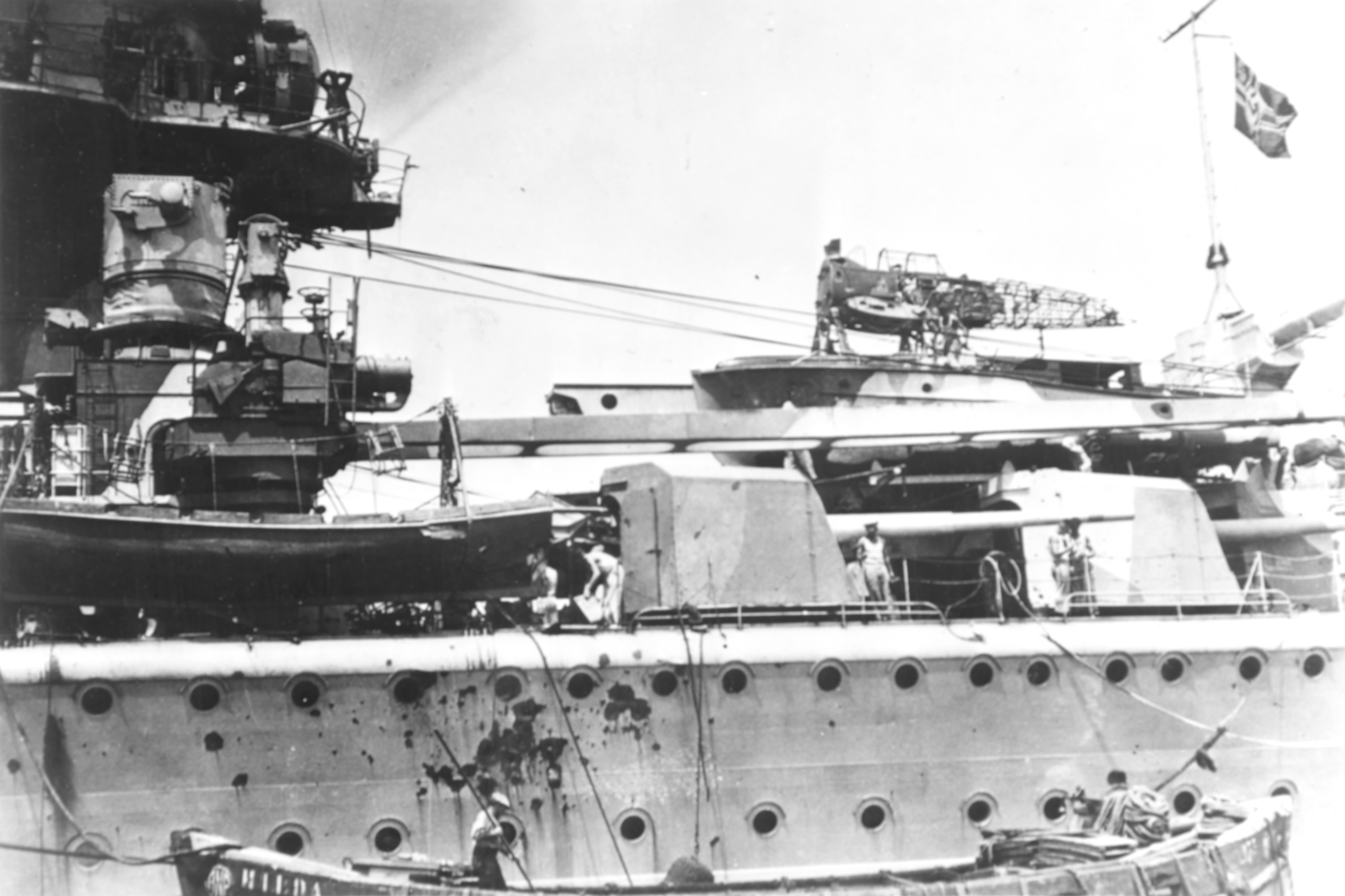
Daños de combate del Admiral Graf Spee anclado en Montevideo.

Mientras el Graf Spee permaneció en la bahía de Montevideo, personal del cuerpo diplomático británico en Uruguay y Argentina vigilaron cuidadosamente los movimientos de la nave, día y noche sin parar; la llegada del Graf Spee causó gran temor y ansiedad entre los diplomáticos británicos en Uruguay y las tensiones entre ellos se dispararon. Al mismo tiempo, los diplomáticos presionaron al gobierno uruguayo para que no otorgara extensiones de tiempo a los alemanes y los despidiera lo antes posible, en un esfuerzo liderado principalmente por el embajador Eugen Millington-Drake.
Transcurrieron de esta forma días de intensas negociaciones diplomáticas, durante los cuales británicos y alemanes deseaban que el Graf Spee permaneciera en puerto hasta que, finalizado el plazo acordado por el gobierno uruguayo, al atardecer del día 17 de diciembre, levó anclas, fondeó a cierta distancia de la costa, la tripulación aborda el carguero Tacoma (el cual escapó del puerto del Montevideo, contraviniendo órdenes del Comando Naval de Uruguay) y el Graf Spee fue volado por orden de su capitán el 17 de diciembre, la decisión de hundir su propio barco en lugar de intentar escapar peleando enfureció de sobremanera a Hitler. Langsdorff posteriormente se suicidó. Luego, aparecieron dos remolcadores provenientes de Buenos Aires y una serie de embarcaciones menores que iban y venían del acorazado al transporte, transportando a los más de 1000 tripulantes.
Más de medio millar de tripulantes fueron trasladados a Buenos Aires y parte a Montevideo, junto con el buque mercante Tacoma, y en enero de 1940 se estableció su internación en la ciudad. Tanto en Buenos Aires como en Montevideo, unos 200 oficiales fueron dejados en libertad y se fugaron a Alemania donde reingresaron en la Kriegsmarine, mientras que los marineros fueron internados en cuarteles militares. La imposibilidad de asegurar su residencia en Montevideo motivó que el Poder Ejecutivo dispusiera en 1942 e hiciera efectivo en 1943, el traslado a Sarandí del Yí (al Cuartel del Paso del Rey) de 96 marineros del Graf Spee y del Tacoma (también buque alemán), designando a efectivos de la Región Militar II para vigilarlos. Allí permanecieron hasta su traslado a Montevideo y repatriación a Alemania en 1946; y, adicionalmente, docenas de alemanes decidieron quedarse a vivir en Uruguay, con el apoyo de la comunidad alemana en Uruguay que era ya bastante robusta.
Numerosos objetos pertenecientes al Graf Spee se encuentran en el museo del Cuartel Paso del Rey en Sarandí del Yí, en el Departamento de Durazno en Uruguay. Otros objetos y piezas provenientes del Graf Spee han sido presentado en otros museos de la región y estudiados científicamente, habiéndose realizado, por ejemplo, pruebas para determinar la composición metalúrgica exacta del barco.
Los marinos alemanes fueron repatriados desde Argentina y el capitán Langsdorff se disparó en la cabeza, en su cuarto de hotel en Buenos Aires, envuelto en la bandera de Alemania; un acto que fue considerado como un final honorable y caballeresco por los británicos, pero como vergonzoso por los alemanes dado que Langsdorff no se hundió con su barco como marca la costumbre naval ni perdió su barco en combate.
También cabe destacar que una parte de los marineros de dicha nave se quedaron a vivir en Uruguay y formaron sus familias. Otros, recalaron en las provincias de Buenos Aires, Córdoba, Mendoza y Santa Fe (Argentina). En la ciudad de Rosario hubo una propiedad en la calle José C. Paz al 2000 (Barrio Alberdi) que albergó a 17 tripulantes, tres de los cuales contrajeron matrimonio en la ciudad y dos de ellos aún viven allí.